# Очеретнюк Степанида Сафронівна
Очеретнюк Степанида Сафронівна (5 червня 1901, село Івашківці, зараз Шаргородського району Вінницької області — 11 серпня 1990, село Івашківці, зараз Шаргородського району Вінницької області) — ланкова колгоспу «Праця» Шаргородського району Вінницької області. Герой Соціалістичної Праці (16.02.1948).